# An Empty Dream
An Empty Dream è un brano del soprano finlandese Tarja, estratto come primo singolo dall'album The Brightest Void, anche se faceva originariamente parte della colonna sonora del film horror argentino del 2015 Corazón Muerto, di Mariano Cattaneo. Il brano è stato pubblicato a sorpresa in formato digitale il 23 giugno 2017, a più di un anno di distanza dalla pubblicazione di The Brightest Void.

## Video musicale
Il giorno stesso della pubblicazione del singolo, è stato pubblicato sul canale YouTube della earMUSIC il video musicale della canzone. Il videoclip è stato girato a Buenos Aires, nella stessa location in cui era stato girato il film Corazon Muerto (una vecchia fabbrica abbandonata), e vede la partecipazione dell'attrice principale del film, Ariadna Asturzzi. Durante il video si alternano spezzoni tratti dal film e scene girate ex-novo in cui Tarja e Ariadna Asturzzi recitano assieme.

## Tracce
Download digitale
1. An Empty Dream (Movie Version) – 5:02
2. An Empty Dream – 4:49
3. Undertaker – 6:41
4. House of Wax (Live at Genelec Artist Room) – 3:30
5. The Living End (Live at Genelec Artist Room) – 4:00
6. An Empty Dream (Video) – 5:10